# Toft Newton
Toft Newton est une paroisse civile et un village du Lincolnshire, en Angleterre.